# Simon Emil Ammitzbøll-Bille
Simon Emil Ammitzbøll-Bille, född Simon Emil Ammitzbøll 20 oktober 1977 i Hillerød, Danmark är en politiker. Han satt i Folketinget 2005-2022, under vilken tid han representerade flera olika politiska partier samt även var politisk vilde. Han var ekonomi- och inrikesminister i regeringen Lars Løkke Rasmussen III mellan 2016 och 2019, han representerade då Liberal Alliance.

## Bakgrund
Ammitzbøll har en bachelorexamen i socialvetenskap från Roskilde universitet 2003.

## Politisk karriär

### Radikal Ungdom og Radikale Venstre
Ammitzbøll blev 2000 förbundsordförande för Radikal Ungdom. Han blev kandidat till Folketinget för Det Radikale Venstre i Næstvedkretsen 2003 och i Vordingborgskretsen 2004. Han valdes in vid Folketingsvalet 2005 och återvaldes vid Folketingsvalet 2007. Ammitzbøll-Bille lämnade 8 oktober 2008 Radikale Venstre och blev politisk vilde.
Den 4 januari 2009 offentliggjorde Ammitzbøll, att han skulle bilda ett nytt parti som två dagar presenterades vid en presskonferens på Christiansborg. Partiet fick namnet Borgerligt Centrum och presenterades som ett center-höger-parti med utgångspunkt i liberala och humanistiska värderingar. Efter bara fem månader lämnade dock Ammitzbøll-Bille partiet för att den 16 juni 2009 gå med i Liberal Alliance.

### Liberal Alliance
Liberal Alliance hade vid denna tidpunkt bara två folketingsledamöter: Anders Samuelsen och Villum Christensen. Simon Emil Ammitzbøll blev strax efter parlamentsgruppens talesperson. och från 2010 ledde han även gruppens arbete. Bägge posterna behöll han tills att han utsås till ekonomi- och inrikesminister, då Liberal Alliance tillsammans med Venstre (Danmark) och Det Konservative Folkeparti bildade regering 2016. Ammitzbøll-Bille behöll sin plats i Folketinget vid folketingsvalet 2011, men nu för Liberal Alliance i Köpenhamns storkrets.
Vid folketingsvalet 2019 tappade Liberal Alliance nio av sina tretton mandat. Partiledare Anders Samuelsen var en av de som åkte ur Folketinget. Han avgick därför och pekade ut Ammitzbøll-Bille som efterträdare. Även gruppledare Christina Egelund (som också åkt ur Folketinget), stödde Ammitzbøll-Bille. Även med deras stöd fick han inte tillräckligt stöd i partiet utan Alex Vanopslagh valdes istället till partiledare.
Under de följande månaderna uttryckte Ammitzbøll-Bille flera gånger sin frustration över partiets linje under den nya ledningen och den 22 oktober 2019 meddelade han, att han hade gått ur Liberal Alliance. Ammitzbøll-Bille ville efter utträdet inte svara klart på, om han skulle ge upp sitt mandat, fortsätta som politisk vilda, gå med i ett annat parti eller starta ett nytt parti. Det fick efter utträdet flera kommentatorer till att spekulera i, om han skulle bilda ett nytt parti tillsammans med Christina Egelund, som hade lämnat LA två dagar före Ammitzbøll-Bille.

## Fremad
Den 7. november 2019 bildade han det borgerliga partiet Fremad tillsammans med Christina Egelund. Den 8 oktober 2020 offentliggjorde han, att det nya partiet lades ner och att han skulle fortsätta som politisk vilde. Partiet hade nått 3 773 väljarförklaringar, vilket är långt från de 20 000 som krävs för att ställa upp vid folketingsval. Han ställde inte upp för omval vid folketingsvalet 2022.

## Andra förtroendeposter[5]
- Ordförande för Kronprinsesse Ingrids Fond från 2007 till 2016.
- Medlem i styrelsen för Krogerup højskole från 1999, vice ordförande 2004-2007 och ordförande 2007 till 2016.
- Styrelsemedlem i  Dansk Ungdoms Fællesråd 2003-2005.
- Medlem i Det Radikale Venstres styrelse och verkställande utskott 2000-2004.

Ammitzbøll-Bille var ordförande för Folketingets jämställdhetsutskott 2011-2012, och har suttit i styrelsen för det privata företaget Sarbo Ventures. Under perioden 1 oktober 2016 till 28 november 2016 var han statsrevisor.

## Privatliv
Simon Emil Ammitzbøll-Bille var gift med Henning Olsen från 2005 till august 2016, då Olsen dog i cancer. Paret vigdes av Klaus Bondam.
Ammitzbøll-Bille har sedan sommaren 2017 varit ett par med Kristine Bille, som han innan varit vän med i 15 år. De gifte sig den 18 november 2017, och Ammitzbøll-Bille lade till "Bille" till sitt efternamn. I maj 2018 fick de sin första dotter. Paret fick sin andra dotter i april 2020.

## Övrigt
Ammitzbøll deltog i 2004 i TV2 Zulus realityprogram FC Zulu, där tidigare fotbollsspelaren Mark Strudal tränade ett lag unga män, som aldrig tidigare spelat fotboll, till att spela en match mot FC Köpenhamn-spelare.

## Publikationer
- Redaktör för jubileumsboken "Tidens Tanker", 2001.
- Medredaktör (tillsammans med Erik Boel) av antologin "Europa i alle palettens farver", 2007[5].